# نيفيل غودوين
نيفيل غودوين (بالإنجليزية: Neville Godwin)‏ مواليد 31 يناير 1975 في جوهانسبرغ، هو لاعب كرة مضرب جنوب أفريقي سابق بدأ مسيرته كمحترف سنة 1994 وكان يلعب باليد اليمنى، اعتزل اللعب في 2003. أعلى تصنيف له في الفردي كان المركز الـ 90 في سنة 1997.

## النهائيات

### الفردي (الألقاب 1, الوصافة 1)
| الحصيلة | الرقم | التاريخ       | الدورة                    | الأرضية | المنافس    | النتيجة  |
| ------- | ----- | ------------- | ------------------------- | ------- | ---------- | -------- |
| الوصافة | 1.    | 12 يوليو 1998 | نيوبورت، الولايات المتحدة | ترابية  | ليندر بايس | 3–6, 2–6 |
| الفوز   | 1.    | 15 يوليو 2001 | نيوبورت، الولايات المتحدة | ترابية  | مارتن لي   | 6–1, 6–4 |

## روابط خارجية
- نيفيل غودوين على موقع رابطة محترفي التنس (الإنجليزية)
- نيفيل غودوين على موقع الاتحاد الدولي لكرة المضرب (الإنجليزية)
- نيفيل غودوين على موقع كأس ديفيز (الإنجليزية)
- نيفيل غودوين على موقع خلاصة التنس.كوم (الإنجليزية)